# شرکت ملی نفت کویت
شرکت ملی نفت کویت (به انگلیسی: Kuwait National Petroleum Company) شرکت دولتی نفت و گاز کویتی است، که در بخش پایین‌دستی صنعت نفت و در زمینه پالایش نفت خام، مایع‌سازی گاز طبیعی و تولید ال‌ان‌جی و ال‌پی‌جی، همچنین تولید، توزیع و بازاریابی فراورده‌های نفتی فعالیت می‌کند.
شرکت ملی نفت کویت در سال ۱۹۶۰ از مشارکت انتفاعی دولت کویت و بخش خصوصی راه‌اندازی شد، ولی در سال ۱۹۷۵ این شرکت نیز همانند بقیه شرکت‌های نفتی کویت، به‌طور کامل در انحصار دولت این کشور قرار گرفت.
دفتر مرکزی این شرکت در شهر احمدی، کویت قرار دارد. مؤسسه نفت کویت، کلیه سهام این شرکت را در اختیار دارد و شرکت ملی نفت کویت به‌عنوان شرکت تابعه این موسسه محسوب می‌شود. شرکت ملی نفت کویت هم‌اکنون مالکیت و مدیریت ۴ پالایشگاه نفت را در کشور کویت در اختیار دارد.